# Oxyopes sitae
Oxyopes sitae là một loài nhện trong họ Oxyopidae.
Loài này thuộc chi Oxyopes. Oxyopes sitae được Benoy Krishna Tikader miêu tả năm 1970.